# Euromanis krebsi
L'euromane (Euromanis krebsi) è un mammifero estinto, appartenente ai folidoti. Visse nell'Eocene medio (circa 49 milioni di anni fa) e i suoi resti fossili sono stati ritrovati in Germania, nel ben noto giacimento di Messel.

## Descrizione
Questo animale doveva essere simile a un odierno pangolino, ma sembra che non possedesse le caratteristiche scaglie cheratinose che ricoprono il corpo delle forme attuali. L'unico fossile rinvenuto non conserva traccia di queste strutture. Euromanis doveva essere lungo circa 70 centimetri, e quindi era più grande dell'altro pangolino fossile rinvenuto nello stesso giacimento (Eomanis waldi), ma un po' più piccolo di un altro possibile folidoto di Messel, Eurotamandua. Con i pangolini attuali, Euromanis condivideva alcune caratteristiche, come l'articolazione dell'astragalo con la fibula a forma di mezzaluna, una spina ischiatica prominente, caratteristici processi subunguali e la mancanza del processo laterale del malleolo della fibula. Tuttavia, rispetto alle forme attuali era molto più arcaico, e non possedeva falangi ungueali fessurate, zigapofisi lombari che si intersecavano fra loro e il terzo trocantere del femore era ancora ben presente. Rispetto ad Eomanis ed Eurotamandua, Euromanis possedeva un entocuneiforme quadrangolare e un femore dalla struttura differente, oltre che la presenza di una spina neurale verticale sulla settima vertebra cervicale.

## Classificazione

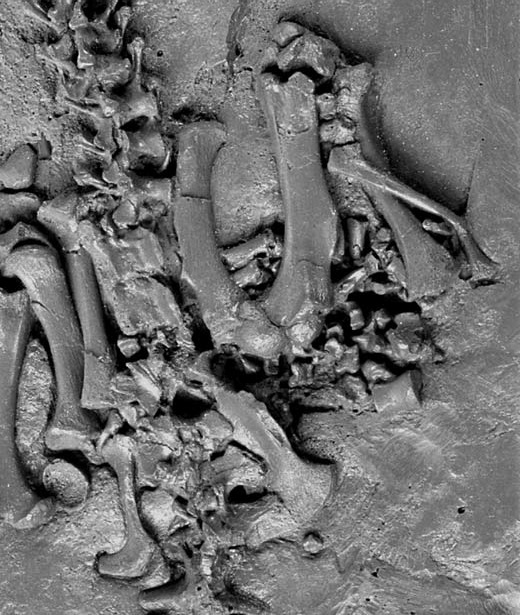
Parte dello scheletro di Euromanis krebsi

L'unico fossile rinvenuto di questo animale proviene dal pozzo di Messel (Germania) e venne descritto per la prima volta nel 1994 come una nuova specie del genere Eomanis (E. krebsi). Successivamente venne considerato un esemplare giovane del genere Eurotamandua (considerato a sua volta un pangolino privo di scaglie) da Szalay e Schrenk nel 1998, ma ulteriori differenze sono emerse con uno studio successivo (Horovitz et al., 2005), fino a considerare questa specie un membro di un genere a sé stante, denominato Euromanis (Gaudin et al., 2009). Euromanis è considerato il più basale dei folidoti, ancor più basale rispetto a Eurotamandua e ad Eomanis.